# ヨーラ

Alt. logo

ヨーラ（フィンランド語の発音に近い読み方ではヨッラ、フィンランド語: Jolla Oy、国際的にはJolla Ltd.、多くの出典では通常Jolla Mobileと呼ばれる）とはフィンランドにある独立系のスマートフォン設計開発販売企業である。Sailfish OSと呼ばれる数種類の携帯機器に対応したオペレーティングシステムを開発しており、MeeGoの後継となっているMerの中核ディストリビューションをベースにしている。
開発はMeeGo version Harmattanを搭載したNokia N9が起源であるが、ノキアがMeeGoへの参加を断念したため、Nokia N9の開発チームに参加していたディレクターや中核プロフェッショナルが退社しN9の資産を活かす許可を受けた上でヨーラを立ち上げた。

## 歴史
かつてノキアの社員だったサミ・ピエニマキ、ユッシ・フルモラ、マーク・ディルロン、ステファノ・モスコニとアンッティ・サールニオがMeeGo搭載スマートフォンの開発を続けるためにヨーラを設立した。この目的のために、既存の企業（2011年3月に設立）を使用する形で2011年10月に社名をヨーラに改称した。オリジナルのMeeGo LinuxはどちらもLinuxシステムであるノキアのMaemoとインテルのMoblinを統合して誕生したものである。その後、ノキアはMeeGoへの参加中止を決め、サムスン電子はノキアをハンドセットパートナーとして効果的に置き換える形でTizenという新たな協働プロジェクトを立ち上げた。MeeGoもTizenもLinux Foundationが主導しているが、MeeGoは開発者コミュニティの手によってフォークされMerという独立プロジェクトとして形成することでMeeGoの目的とメリトクラシーガバナンスを再建することになり、MeeGoの開発で蓄積された努力を無にしないように開発が続けられることになった。かつては市場において最大の雇用主となったノキアも事業縮小とコスト削減を行うことになり、ノキアは起業する元従業員を支援する「ブリッジ」プログラムを設けてこれを推進した。「ブリッジ」プログラムの支援を受けるにあたり、ヨーラの首脳陣は事業計画についてノキアと公開討論会を行ったが、この時CEOのユッシ・フルモラはノキアの知的財産を侵害することを望まなかった。ノキアはヨーラのスマートフォン開発のためになる自社の特許や知的財産を提供しなかったためこの結果Jokkaは権利を保持することは無かった。ヨーラはNokia N9に関してあくまでもヨーラではなくノキアの中核的な活動過程とされたためそのスマートフォンに対応する計画を持つことはなかった。ヨーラ製OSは自身のシステムを開発するためにあるMerの中核的ディストリビューションを自然に使用するMeeGo APIがベースになっている。

## 事業

### 戦略
2012年7月6日、ヨーラは国際的なプライベート投資家や提携相手に向けてLinuxシステムと新しいユーザーインターフェースを搭載した新たなスマートフォンの設計、開発、販売を行うことを発表した。このSeilfish OSは「MeeGoとMerの中核部を基にしている」 と述べており現にMerのOSカーネル中核部やQt、QML、HTML5で構成されている。Jolla開発チームはかつてノキアで中核的な技術者やディレクターだった人達が参加しており、新しいスマートフォンの開発と生産を目的にMeeGoで培った資産を積極的に活用している。
ユッシ・フルモラはモバイル市場において他との違いとして「他と差別化するように設定した我が社の携帯電話は我々のユーザーエクスペリエンスであり、我々で行なっている。-- ヨーラはiOSやAndroidよりも新鮮なのを製作することを目的するがその際にネイティブなマルチタスキング、アプリケーション統合とデータ統合といったMeeGoの一部を取り込みたい。私は携帯端末を使った全ての仕事にN9を使ってるし、全てのアプリケーションが常に開かれているという事実を楽しんでいる。 -- 我々はユーザーがアプリケーションを起動したりシャットダウンするという流れを取り除きたい上、ユーザーインターフェースはカスタマイズ可能でなければならないと考えている。」と述べている。
ヨーラ製端末にはサードパーティによるサポートとアプリケーションやエコシステムが必要であることがはっきりとしており、今後ヨーラはオンラインアプリケーションストアを開設する予定だとしている。「エコシステム製作は協働作業であり1人で行うことではない。我々はMeeGoでもヨーラでもパートナーや成果を集めている。私は全てのアプリケーションに開いており、もちろん協働作業の異なる形式だが、鍵はエコシステムを育てることだ。」。自身のMeeGoインターフェイスを完成させたヨーラは世界中に散らばっているかつてのMeeGoのパートナーを結びつけるための形ある製品を有している。
アンッティ・サールニオは「中華人民共和国のスマートフォン市場は世界中で最も大規模かつ急成長している。D.Phoneとの提携はヨーラがグローバルなスマートフォン市場における欠かせない存在になるための重要な一歩だ。」と、D.Phoneグループ設立者でCEOのドンハイ・リューは「ヨーラはフレッシュさ、独自のユーザーエクスペリエンスで中華人民共和国のスマートフォン市場における新規参入企業として大きな可能性を感じ、大きな売上を出すことを目的にヨーラと組むことにした。」と述べている。ヨーラがD.Phoneグループのリテールチェーンと協働作業を行う契約にサインしたことで中華人民共和国の1億5000万に及ぶスマートフォン市場で目立った売り上げを達成するためにターゲットを共有することができるようになった。D.Phoneはチャイナ・モバイル、チャイナテレコム、チャイナユニコムと戦略的提携関係を結んでいるために中華人民共和国での事業展開において重要な存在となっている。かつてチャイナテレコムはMeeGoプロジェクトの重要なメンバーだった。
Tizenに関するアイデアについて聞かれた時にヨーラは「Tizenの構想はオープンソースの視点からは好ましいものではない。我々はMeegoを基礎にオープンソースを活用した活動を続けていて、協働作業のために開かれたものになっている。」とツイートした。

### 経営
ヨーラを統率するのは会長のアンッティ・サールニオ、販売担当ヴァイスプレジデントのサミ・ピエニマキ、CIOのステファノ・モスコニである。
社風についてユッシ・フルモラは「ヨーラの企業構造は非常にダイナミックだ。同社には設計者および技術者、上司、経営陣という3つのレベルがある。上司はチームのメンバーの貢献とメリットを考慮して選出される。チームは現目標に合わせるため開発やビジネスの繰り返しの中で変化し続けている。社員報酬は過去のビジネスや開発の繰り返しにおいてどれだけ貢献したかで決まる能力給である。」と述べている。

### 社員
2013年2月に開催されたモバイルワールドコングレスにて約60人の社員がいると述べた。社員の殆どは過去にノキアの社員でNokia N9やそのスワイプユーザーインターフェースの開発に携わっていた。

### 拠点
本社はヘルシンキのルオホラハティ、研究開発センターはタンペレや香港のサイバーポートにあるが、ノキアが研究開発スタッフを数多く削減することにあわせ、オウルにも研究開発センターを開設する計画がある。

## 製品
ヨーラが開発した最も重要な製品は独自かつ異なるビジネスアプローチで生成されている。
- The Sailfish OS
- The Sailfish SDK
- The Sailfishのライセンス付与
- スマートフォン
- 他の携帯端末メーカー向けサービスと広告
- オープンソースのプロジェクトやコミュニティへの貢献（例:Mer（英語版））

ヨーラによる最近発表されたSailfishアライアンスOSを基にした最初のスマートフォンユーザーインターフェースは2012年11月21日から22日までヘルシンキで行われたSlushというイベントでデモンストレーションが行われた。
最初の製品は一般ユーザー向けのスマートフォンで、特別なユーザー向けのデベロッパーモードも追加されていて「ヨーラはLinuxハッカーやテクノロジーの愛好家がフルアクセスできる開発版端末のリリースを進めている。また、彼らのコミュニティを完全に支援することで彼らが我々の端末の製作や開発の一部分に参加することを望む。」と述べている。
ユッシ・フルモラは計画に関して「MeeGo、Maemo、Moblin等源流への敬意」「ユーザーインターフェースは重要で我々がMeeGoを選んだ理由の一つで、Androidに関しては我々はコピーしか出来ないが、MeeGoは市場に向けていくつかの新要素を導入している」「我々は技術やユーザーインターフェースでリードしたいしそれが我々のビジネスで、他のAndroidメーカーからコピーはしたくない」と述べている。さらにお届けできる唯一の製品は仕様はまだ公開できず発売時期もまだ見定めているところだが発表する予定はあるとも述べた。当初、最初の製品は2012年にお披露目される予定だったが、実際のお披露目は2013年5月20日まで遅れた。

### 最初に出た端末、試作機

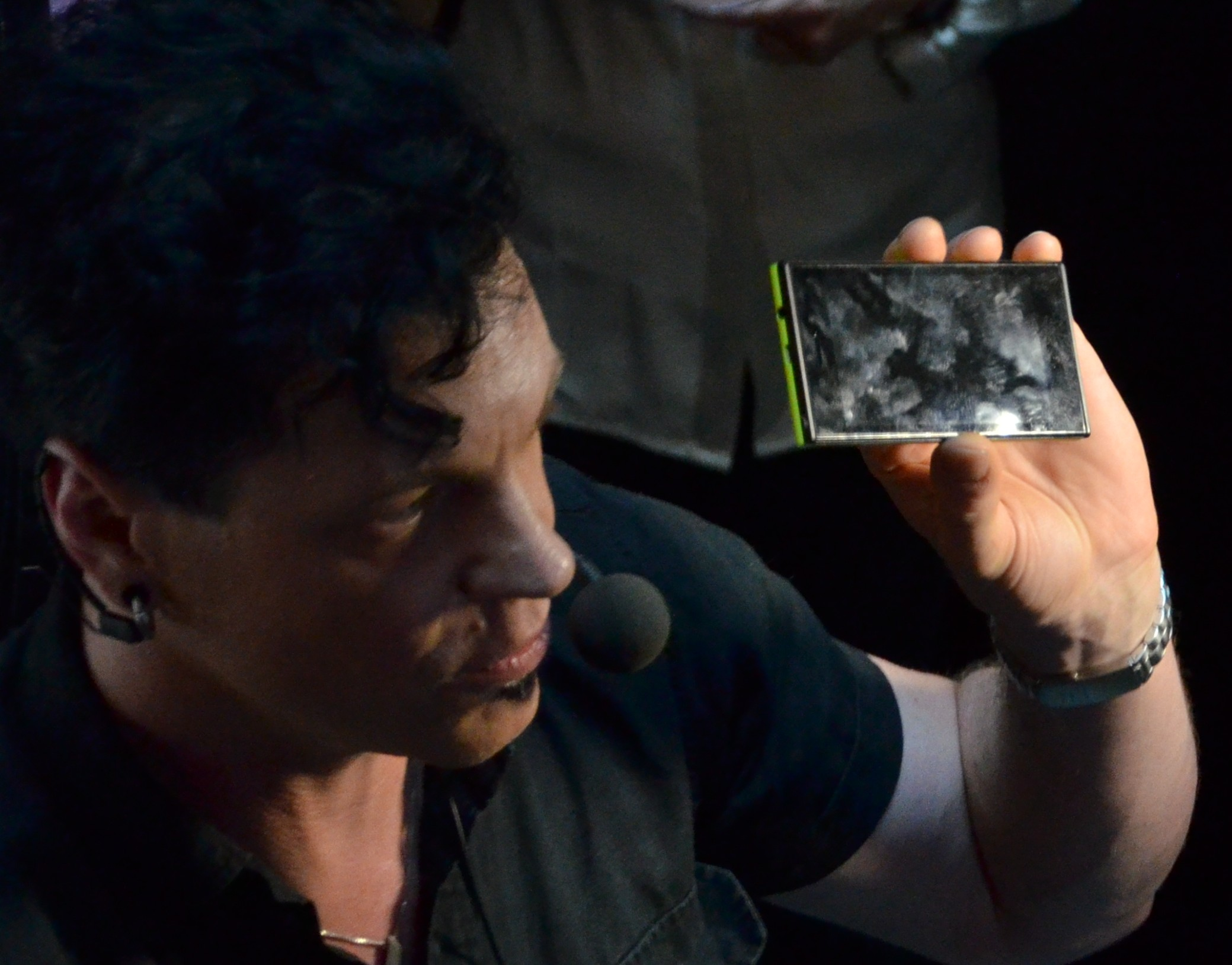
自社製携帯電話を披露するマーク・ディルロン。ヘルシンキのクロースク(KlausK)で開催されたJolla Love Dayにて

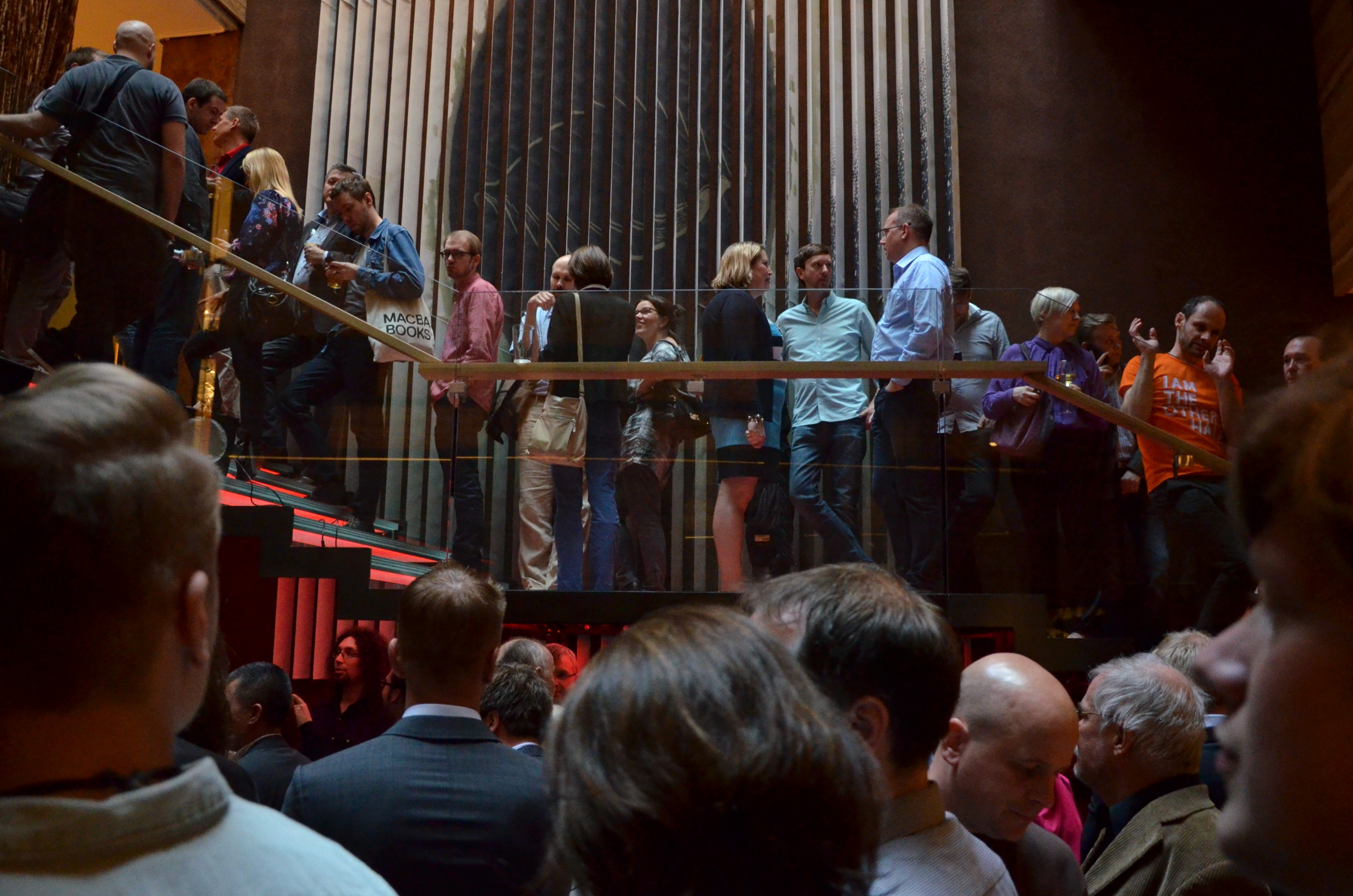
ヨーラ製携帯電話の待ち行列

#### 確認されている暫定的な仕様
2013年5月20日(Twitterの#JollaLoveDayハッシュ)、ヨーラは最初の端末のデザインと詳細を披露した。このお披露目は#IamTheOtherHalfという革新的なインターネットマーケティングキャンペーンの後に行われた。端末の公開された仕様は以下の通り:
- 大きな「エストレード(Estrade)ディスプレイ搭載のオリジナルデザイン
- HDを称する4.5インチエストレードディスプレイ（正確な解像度は不明）

マーク・ディルロンは「Estradaとは実際我々自身の言葉で、基本的にユーザーエクスペリエンスの組み合わせである。我々は通知表示があって、少しスクロールダウンしてアプリケーションにアクセスしたり、その後マルチタスキング機能のあるホーム画面をスクロールダウンするトップにあるロック画面へのアクセスが非常に簡単であるという
この長いかつ垂直なエクスペリエンスを持っている。さらに少しスクロールすることで垂直なエクスペリエンスを持つことになり、違うものへのアクセスを非常に早くすることができるようになる。」と説明している。
- デュアルコアプロセッサ
- 4G接続
- ストレージメモリ16GB
- microSD対応
- 8MP AFカメラ
- 着脱可能バッテリー（容量未発表）
- アザーハーフ（1-アザーハーフとはユーザーのことでヨーラによるオープンソース哲学である。2-スマートフォンは容易に交換可能な機能性を持つように適応かつモジュール性がなければならない。）
- Sailfish OSをベースにしたジェスチャー機能付きボタン無しディスプレイ
- Android™アプリケーションが動作可能（端末でのAndroidアプリケーション使用実例は この動画の2:20 を参照）
- MicroUSB接続
- 3.5 mmジャック接続（ヘッドホン用だが他用途もあり）
- 英語対応（最初のローカライズ対応言語だが順次追加予定）

#### 詳細な開発と改善点
ヨーラは他の仕様について聞かれた時、後日発表するとした。ヨーラの初代端末において一部仕様が決まっていなかったのはメーカーが大量生産前の使用部品選択を微調整している時だったためである。間接的ながらこのことは「ヨーラによればおそらくこの週において中国で発売されることはないと思われる。また、ピエニマキは『多くの商業的、法的な問題に苛まれている』と述べている。」と説明されている。
予備的な仕様の詳細については以下の通りだが、ヨーラは公式に伝えていない（これは開発中であることや、予告無しに変更することがあることや、「これより悪くなることはない」とされるといった事による）:
- 2Gネットワーク: GSM 850 / 900 / 1800 / 1900
- 3Gネットワーク: HSDPA 850 / 900 / 1900 / 2100
- 4Gネットワーク = LTE: 一部地域
- SIM対応
- ディスプレイ: 表面静電容量タッチスクリーン、16万色、マルチタッチ
- 通知方式: バイブレーション、MP3着信音
- ステレオ対応ラウドスピーカー
- 64GBまで対応したmicroSDメモリーカードスロット
- データ送信: GPRS, EDGE
- 速度: HSDPA; HSUPA; LTE
- WLAN: Wi-Fi 802.11 b/g/n, Wi-Fi hotspot
- v3.0、A2DP対応Bluetooth
- NFC対応
- USB v2.0
- 背面カメラ: 8 MP、解像度3264 x 2448、オートフォーカス、LEDフラッシュ
- カメラのソフトウェア機能: ジオタギング、タッチフォーカス、顔認証システム
- 1080p@30fpsビデオ対応
- セカンダリーカメラ搭載
- センサー: 加速度計、近接、コンパス
- メッセージング: SMS（スレッド式）、MMS、電子メール、プッシュ型電子メール、IM
- ラジオ対応（Nokia N9にあるようなソフトウェアが含まれるかは未定）
- A-GPS含めてGPS対応
- Java MIDPエミュレータ含めJava対応
- 色:ライトブルー、緑、白、オレンジ
- Facebook、Twitter、WhatsAppのようなソーシャル・ネットワーキング・サービス (SNS)
- ドキュメントビューア
- ボイスメモ・ダイヤル
- 通話録音:未定
- 予測テキスト入力
- バッテリー: リチウムイオン[24]

機能が完全に網羅された試作機がお披露目された結果、また、同じくお披露目された仕様はディスプレイのベゼルや解像度のように未だ開発段階で変更もあり得るものだった。この件に関してヨーラは「この試作機は調整改善段階であることに留意してほしい」と述べている。

#### アザーハーフと称するモジュール拡張
また念頭に置かされている重要点となっているアザーハーフという交換可能な背面カバーはプラスチックだけではなく仕様や特徴を変更できる内蔵のソフトウェアやハードウェアで構成されており、「これは我々が持つ最もパワフルなものの1つで、違った色のカバーを持つことができるという非常にシンプルな例だ」とディロンは発言している。「午後は赤、オフィスでは黒と変えられるようにユーザーインターフェースも変えられる理由は繋がりがそこにあるからだ。」そしてアザーハーフはまた、アーティストが携帯電話のリミテッドエディションで表現する特別コンテンツ向けに追加のメモリを持つこともできるとも述べている。記述的観点ではヨーラが公式にアザーハーフはQWERTY配列キーボードに接続することもできるとしている。ヘルシンキで行われた#JollaLoveDayイベントでは12色以上の交換可能なアザーハーフバックカバーが展示された。

#### マーケティングとプロモーション
ヨーラは2013年の終わりまでに端末を出荷することを目指している。
1. IamTheOtherHalfと銘打った革新的なインターネットマーケティングキャンペーンの後に2013年5月20日に#JollaLoveDayというお披露目イベントで初代端末が http://jolla.streamforce1.tv/ にてで公開された[29]。

ヨーラの新製品への需要を試すため、2013年5月20日に https://join.jolla.com/en にて一部の欧州各国（フィンランド、スウェーデン、デンマーク、イギリス、ドイツ、スペイン、フランス、イタリア）向けに予約キャンペーンを行った。28日に40ユーロパッケージが売り切れとなりさらに需要が増したことでスイス、ノルウェーを含めた全欧州連合加盟国向けに100ユーロパッケージの予約が受け付けられるようになった。また、他の世界各国全ての人向けが予約可能なのが0EURパッケージで、この方法で登録した潜在的な予約者の数で判断して市場投入する国を加えるとしている。このキャンペーンと予約の成功はヨーラの人気、このプロジェクトの背後にある強力なコミュニティやLinux Sailfish OSソフトウェアの潜在的な市場を証明することになった。

#### 初期の市場による反応
「ヨーラはアップルと同様かつノキアと異なった形による、ソフトウェアとハードウェアの縛りのない共同開発によって立派な仕事を成し遂げた」

### エコシステム

#### 水面下の時期
ヨーラが「ノキアのN9でも対応していた同じQMLの構成物、パス、フォルダなどに対応することで開発者はアプリケーションを容易に作り直せるのではないか」と聞かれた時に「Harmattanの構成物を含むQMLの使用が奨励される」と解答したが、現実ではSailfish SDKに依存している。
Sailfish OSの開始時に数多くのアプリケーションを提供するためにヨーラはApplication Compatibility LayerというAndroidアプリケーションを端末にあるアプリケーションエコシステム全体に対応できる を使用するとしている。理由はAndroidのランタイム環境とAndroid端末で常に動作させることができるDalvik VMを活用するためである。これによりシステムパフォーマンスとメモリの変更といった端末のリソースを排出すること無く全てのAndroidアプリケーションがオペレーションシステムにおいてレイテンシ無くネイティブに動作することができ、開発者はアプリケーションを修正する必要が無くなる。さらにヨーラの顧客が最初から50万以上のアプリケーションを使用することや開発者がSailfish SDKを使ってネイティブ動作するアプリケーションを構築することができるようになる。2012年8月21日、Jolla PRはACLテクノロジーに関する情報源の記事を修正する事態を引き起こした。著者がこの技術の使用は現在純粋な推論あると発言していて、企業は今年後半にこの分野における戦略を公開する としていたが、この考えを否定するわけではなく多くの他の技術を考えることができるとしている。そして「我々は自身のアプリケーションエコシステムのプロットを強化するために多くの異なるオプションを探していて、MeeGoのような新興プラットフォームはもちろん全てのクロスプラットフォームオプションを見据えている。基本的な全ての既存エコシステム全体にクロスプラットフォーム機能を提供するために開かれた多くの異なるメーカーやクロスプラットフォーム技術がそこにある。」と述べた。また「我々はMeeGoの目標を達成するためにこれらの企業やコミュニティと一緒に仕事ができて幸せだ。しかし、我々はこれらの技術や企業を選定する準備ができていない。」。

#### 共通API共有のためにUbuntu、Sailfish、Plasma Activeと協力
カノニカル、Jolla、KDEの集団は自身のユーザーインターフェースデザインでの作業に共通のアプリケーションプログラミングインタフェースを使用することについて話し合った。これは各プラットフォーム間で互換性のあるソフトウェアを生成できるようにすることを目的としている。
SailfishとPlasma ActiveワークスペースはQt 5のQMLというユーザーインターフェースアプリケーションの設計用JavaScript型言語を使用している。この結果インターフェイス要素は類似しているが、お互いの互換性は現在消滅している。
両方の集団はKDEと共通アーキテクチャ推進、モバイルLinuxのさらなる断片化阻止の作業を行なっていてこれにより最終的にHTML5アプリケーションのための3つのシステムが可能になるという。
共通APIを持つために協力するアイデアはKDEの#activeというIRCチャンネルでのチャットで生み出され、全3プロジェクトの未来において大きな影響力を持っている。
カノニカルの開発者であるゾルタン・バロフ(Zoltán Balogh)はディスカッションにてAPIが進行中であることを確認し、QMLに興味を持つ人たちを招待し、「はっきり言って、コミュニティと企業間での生産的な協働作業は革新的なものになる」と述べている。
この計画された協働作業は単なるユーザーインターフェース開発に留まらず、「『共通パッケージフォーマットとデリバリー戦略といったより大きなパズルの他の側面』を含むカノニカルとヨーラとKDEのスタッフ間の長期的的な繋がりになる」とKDEのアーロン・セイゴが自身のブログで述べている。
また、単一のアプリケーションがUbuntuやSailfishモバイルオペレーションシステムだけでなくPlasma Activeを使うLinuxディストリビューションで動作できるようになる。さらに多くの開発者をプラットフォームやエコシステム対応に引きつけており、結果的に多くのアプリケーションが製作され、開発者がより大きな市場、顧客の基盤に参入できるようになったことでより良い影響と収益がもたらされるようになった。

#### 「Sailfish OSはあなたのビジネスモデルで使える」と銘打ってビジネスパートナーを勧誘
Sailfish OSは自由なエコシステムで構築されていて、オープン性と全エコシステムパートナーの成功予測がベースになっている。ヨーラが計画した携帯電話はSailfishエコシステムの先鋒を走るものとなっている。提携相手や携帯電話事業者はまた自身のブランドでSailfish携帯電話を販売することができる。
エコシステムでブランドや提供方法を差別化する主な方法には以下の様なのがある:
- パートナーのサービスはOSと統合することでシームレスなユーザーエクスペリエンスを提供することができる。
- Sailfishユーザーインターフェースはブランドらしさや提供するサービスに合わせて容易にカスタマイズが出来る。
- 仕様的ニーズに合わせてSailfish端末をカスタマイズできる。
- ヨーラは自身の全エコシステムパートナーと一緒に収益の共有や革新的なビジネスモデルについて議論できるようにオープンになっている[37]。

#### 種類あるビジネスやエコシステムをサポートするためのヨーラのアーキテクチャ
ヨーラはビジネスとサービスのための準備としてSailfishのアーキテクチャを製作した。構成は以下の通り（本項では下から、最低のレイヤーからハードウェアレイヤーの順になっている）:
- (0) ハードウェア

Mer中核部を使って動作する準備をするためのカーネルを立ち上げる事ができる数種類のハードウェアプラットフォーム。
- (1番目) ハードウェア固有カーネル適応
- (2番目) MER中核部

Mer: システムエッセンシャル、マルチメディア、ウェイランド（ディスプレイサーバープロトコル）、グラフィック (X11)、コミュニケーション、個人情報管理、ソフトウェア管理、セキュリティ、構築と開発
Qt: Qt, Qt Mobility, Qt Webkit
- (3番目) ユーザーインターフェースとミドルウェア

ホームでのスクリーンと切り替え、リアルライブマルチタスキング、入力メソッド、アンビバレンステーマ設定、ローカライゼーション、マルチメディアコーデック、パワーマネージメント最適化、中核ウェブサービス向け統合UX、アプリケーションとユーザーインターフェースのパフォーマンス最適化
ヨーラとパートナーによるSailfish OS適応: サービス統合とサードパーティ統合を含み、これらの適応は4番目と3番目のレベル両方で影響を与えることができる。
- (4番目) アプリケーション

ヨーラ製アプリケーション: 電話、メッセージング、連絡先、カメラ、ギャラリー、設定等、もしくはSailfish OSのライセンスを受けたメーカーによる同類アプリケーション。
サードパーティ製アプリケーション: ブラウザ、Androidアプリケーションランタイム、地図
ヨーラとパートナーによるSailfish OS適応: これらの適応は4番目と3番目のレベル両方で影響を与えることができる。
- (5番目) アプリケーションストア

エンドユーザーのアプリケーション': ユーザー向けサービスとソフトウェア
以上のモデルはメーカー、携帯電話事業者、採用者、修正者、実業家、開発者その他興味を持つ人達に数ある言及されたビジネスチャンスを与える。「SalfishはMeeGoの技術を元に構築されている。これはパワーマネージメントや外部接続といった携帯電話の中核機能を確実に節度のある組み込み環境で内蔵され最適化される。OSの中核部はMerプロジェクトが由来で、ユーザーインターフェースはQMLとQt Quickで構築されているが、ユーザーインターフェースを速いかつ簡単なカスタマイズ、同じく校則かつ簡単な開発ツールを使ってパートナーの固有スクリーンのさらなる開発をそれぞれ可能とする。」

### ソフトウェア
ヨーラが公開した計画では自社製品で次の技術が使用される:Mer による中核ディストリビューション（つまり、システムカーネルとユーザーインターフェースで構成されないことを意味する）はインハウスユーザーインターフェース、HTML5、QML、Qtが使用される（MeeGo OSの後継としてメリトクラシー的に管理されるが、グラフィカルユーザインタフェースとシステムカーネルは持たない）。また次のと考えられるMeeGoのAPI（Mer中核部経由）の使用は続けられる、
- Qt 4.7  [Qt47]
- Qt Mobility 1.0 [QtMob]
- OpenGL ES 2.0 [OGLES] [41]

しかし、アップデートバージョンではほぼ確実にQt 5.0が使用されるとしている。
組み込まれたMerの中核部は多種類のハードウェア・端末に対応するために必要不可欠である。Merの主要顧客はエンドユーザーではなく端末製造業者、ハードウェア採用者、コミュニティディストリビューションを含む業者となっている。Merはこれらの業者が使用しやすい携帯端末向けのアーキテクチャ、ストラクチャー、プロセスやツールである。現在のMer（名称はMeeGo Reconstructedから来ているが初代はMaemoがベースになっている）はMeeGoプロジェクトの再活性化やプロジェクトのマネジメント、運営、透明性不足、方向性や柔軟さ といった問題を解決し再活性化させるために再構築という観点からのアプローチによるプロジェクトの新たな方向性に関する議論後にフォークと言う形でコミュニティによって開発された。Merプロジェクトは中核OSのライブラリのみで構成されていてユーザーインターフェースを持たない。

#### ネイティブ移植されるソフトウェアと機能の一般公開リスト
ヨーラはコミュニティがSailfishで対応してほしいネイティブアプリケーションの順の提案という数あるチャネルを通して提案している。これに対する反応に関連することが#JollaLoveDayという試作機のプレゼンテーションイベントの週中の2013年6月3日にSailfishのプラットフォームに搭載される61の機能と175本のアプリケーションのリストが製作された。そのリスト（閲覧可能） にて開発側から提供された情報としてアプリケーションや機能名が投稿され、変更された情報が見られるようになった。2013年6月3日時点で38本のアプリケーションが既に移植されたか進行中か計画中であることが確認、18本が交渉中、1本のみが移植予定無しとなっている。20日では295本の内58本が既に移植されたか進行中か計画中であることが確認、19本が交渉中、1本のみが移植予定無しとなっている。この一覧の妥当性はソフトウェアの品質や機能を元にしているため一般ユーザーの使用能力に依るところがあるが、千もある古いゲームのような枯れたソフトウェアなどリストにないソフトウェアもある。このリストは初代端末発売時に最も需要があるソフトウェアがネイティブ移植されユーザーがすぐ使用できるようになることを仮定できる材料になっている。また、これはSailfish OSがプロのソフトウェア開発者の間で積極的に使用され浸透している当初の証拠であり、プロジェクトやエコシステムの成功にとって良い物になっている。

### ハードウェア
ヨーラのSailfish OSはMeeGoのように携帯、コンピュータ、ノートブック、ナビゲーション、スマートテレビ、自動車やIVI、ボートやヨット、多種類の家庭用機器、他形式の家庭用電気機械器具といった多種類のハードウェア端末で使用できる。
Sailfish OSはMerの中核部を使用していてARM、インテル他多数のような数種類のハードウェアを使用できるのは説明できる理由としてMer中核部のディストリビューションはカーネルやユーザーインターフェースではなくカーネル上とユーザーインターフェースレイヤー下のライブラリで構成されているためである。特定のハードウェアやユーザーインターフェース（初めてお披露目された試作機にあるヨーラのユーザーインターフェースのように）と互換性のある特定のカーネル上でLinuxディストリビューションを動作させるために、特定のハードウェアに対応したLinux Mer/MeeGo Sailfish OSのディストリビューションを作成し追加することができる。また、これは各ハードウェアごとにSailfish OSを適切なカーネルと共に動作させることもできる。なぜならオープンソースの基本とルールは特定のハードウェアや特別な需要において採用されるためにそれらのソリューション等での使用で全ての利害関係で使用することができるためである。
ハードウェア構成物はSailfishで幅広く採用され、非常に強固なハードウェアを生み出すことが可能になっている。STエリクソンがSailfish Allianceに参加した時、NovaThorのハードウェアプラットフォームでの幅広いサポートが宣言された。
ヨーラ製ハードウェアは2013年5月に発表され、2013年末までに発売されるとされている。携帯電話のデザインはヨーラが直接手がける予定である。最初の自社製スマートフォンは3.5インチ以上の画面 で、試作機では4.5インチのエストレードディスプレイだった。ヨーラのSailfish OSはデル製ノートブック発売時にAcer T231Hの23インチ画面にフル対応していた。
またSailfish OSはタブレットでも動作する。2012年11月にタブレットについて言及し、Sailfish tabletというのを告知していたが、Jolla自身が最初に注力するのはスマートフォンという方針になった Sailfishが搭載されるタブレットには以下のようなのがある: 
- Acer Iconia tab W500[48]
- O2 Joggler[49]
- Exopc.[50]

Sailfish SDKのオープンソースの環境や仕様（特に使用される仮想ボックス）では開発基準機といった特定の機器に合わせる必要がないが、Sailfish OSが最初に搭載されるのはNokia N950やNokia N9で続くのがIconia tab W500やx86タブレットなどである。

### デザイン
フィンランドのデザイン企業であるインフィニティがヨーラと共に2012年9月、10月あたりからヨーラが予定しているSailfish OS端末のデザインを手がけている。
「インフィニティは非常に情熱的かつ献身的で、常に最高の結果を出してくれる。Jollaも同じ方法で遂行しており、我々が伝えることによりインフィニティは我々のプロジェクトで何が起こっているか知っている。我々はこの協働作業ができて非常に幸せだ。」とヨーラのチーフデザイナーであるマーティン・シューレは語っている。インフィニティCEOのミッコ・カマライネンによれば、自社は携帯機器のデザインに関して、50製品以上のノキア製ヘッドセット、充電器や中国市場向けにファーウェイ製スマートフォン数機種を手がけているという。また、BMW、フィスカース、サスケンの製品も手がけている。

## 年表
2011年3月29日、フィンランドで登記、2011年10月14日までヨーラの名は登録されていなかった。
2011年10月25日、ドメイン名「jollamobile.com」登録。
2012年7月7日、TwitterアカウントJollaMobileで初投稿「Jollaです。#MeeGoをベースにしたスマートフォンをお届けする予定なのでお待ちください！」。
2012年7月8日、プレスリリースを初発行。
2012年7月9日、ユッシ・フルモラCEOがフィンランドのテレビ番組に出演し、9分間のインタビューを受ける。
2012年7月16日、チャイナテレコムと提携し、D.Phoneを中華人民共和国の最大手携帯電話販売業者の1社が展開する中国の25の省および都市2000店舗で販売開始。
2012年8月6日、4万ユーロでjolla.comのドメインを買収。しかし、その日にヨーラのウェブサイトは開設されなかった。そのため、ヨーラによる発信はTwitterとLinkedInのみで行われた。
2012年8月16日、ヨーラのMeeGoユーザーインターフェースの準備が出来たという報道が出る。フルモラはZDNetのインタビューで「我々のユーザーインターフェースは今準備出来たが、まだ発表していない。製品やプラットフォームの立ちあげを今計画しておりプロジェクトにとって良い状態になっているため控えている。」と述べた。
2012年8月17日、マーク・ディルロンCOOが最初の開発が完了したとツイートした。
2012年11月21日、ヘルシンキで行われたSlushイベントでSailfish OSを披露した。同日、全世界にSailfishの初一般公開プレゼンテーションを配信した。
2013年1月14日、TechWeekEuropeが「あなたが試したい新たな携帯電話は？」というお題で新たなOSに関する投票を実施した。結果は41%がマルチプラットフォームのSailfish OSを選んでおり、最初のプレゼンテーションから僅か3ヶ月でランキング1位になった。
2013年1月、Startup100.netによるインターネット上の視認性と言及に基づくフィンランドで最も熱いスタートアップの月間ランキングで5位に入った。
同月、中国のスマートフォンメーカーZopo Mobileはインド市場向けにSailfish携帯電話を発売する予定であることを発表した。
2013年2月2日、ヨーラが「開発者向けにSailfish SDKのアルファバージョンを今月のうちに公開する予定である」と発表。そのSDKアルファバージョンがFOSDEMの開催期間に開発者向けに配布されるという予測もいくつか出た。
2013年2月18日、チャイナ・フォーチュン・ホールディングス（かつてのフォーチュン・テレコム・ホールディングス）の子会社であるチャイナ・エクスプレス・カンパニーがヨーラの株のうち11,944株を100万310ユーロ（香港ドルにして1037万6136香港ドル）で取得、3月8日までに完了させるとしていて、これにより3月までに完了する予定のヨーラによる資金調達後に約6.25%を持つ株主になる。
2013年4月16日、アンッティ・サールニオ会長が新たな自社製スマートフォンを発表し、5月初めにお披露目するとした。マーク・ディルロンもバルセロナにて3月か4月にお披露目する予定であると述べている。しかし、具体的なお披露目に関するスケジュールは公式に明かされなかった Saarnio said "Jolla will showcase its first device in May. (...) A pre-sales campaign is expected to start after mid-May. (...)"。
2013年5月3日、プレスイベントを同月20日に開催すると発表、Sailfishが動く初の自社製スマートフォンを発売が発表されると予測された。
2013年5月10日、"the New Jolla Handset: Register Your Interest"というイベントがスタート、新たな予約においてヨーラに何を希望するかなど早期に興味のあることを登録することで、ヨーラがデュアルSIMカード、物理的キーボード、ハードウェア仕様、使えるアプリケーション、値段といった顧客が最も希望する条件に合致する機会を得るためのイベントだった。同月19日まで投票が受け付けられ、結果がプレオーダー端末に生産に活かされることが期待されていた。
2013年5月20日、ヘルシンキで開催された#JollaLoveDayにて初の自社製スマートフォンが披露された。4.5インチディスプレイ、8メガピクセルカメラ、4Gに対応し、GoogleのAndroidアプリケーションと互換性のある仕様だった。独自機能としてOSインターフェイスを変えられる背面カバーが搭載された。スマートフォンは2013年末にオンライン上で発売されると予測された。
2013年5月28日、欧州連合加盟国とスイス、ノルウェーで予約が開始されたが40EURが売り切れとなった。他地域の人はjoin.jolla.comで登録することができる。新製品の紹介で返品不可という規定が出たが、予約キャンペーンはヨーラ製のLinux MeeGo Sailfish OSスマートフォンはEU他各国の市場で十分な牽引力があり、大量生産が合理的であることを証明するものだった。
2017年2月27日、スペイン・バルセロナで開催中の「Mobile World Congress 2017」でソニーモバイルとの提携を発表した。

## 批判及び議論
- ヨーラはSailfish OSプラットフォーム周りのエコシステム構築に集中していない。

反論: (1) マーク・ディルロンはユーザーが1台のヨーラ製端末で数種類のエコシステムを使えるようにする違ったアプローチを宣言した。これはたった1のみのエコシステムに焦点を当てたものと異なる。例えば、ヨーラ製端末はSailfishとAndroid、MeeGo、RPM Linuxソフトウェアを使用し、HTML5にも対応する。これは評論家がマーク・ディルロンによる明確な宣言を理解しておらず、一般公開されたソースや議論された主題に関する事実をチェックしていないことを意味する。事実、ヨーラは現在進行的にMERプロジェクトを進めており無料公開されたSailfishのSDKにMERのツールが使われている上、開発者（MeeGoやSymbianの使用者含む）への協力や委任を奨励している。その結果、数多くのSailfish OSネイティブ対応ソフトウェアが新規や移植含めて発表されている。これには進行状況においてSailfish SDKやソフトウェアでの開発終了が宣言されたのも含まれる。(2)実際ヨーラはMeeGo Linuxのユーザーや開発者によって製作された、既にあるMeeGoのエコシステムを拡張強化している。その背後にあるMeeGoのエコシステムやコミュニティはプロジェクトにおいて最強の財産かつ、ハードウェアやソフトウェア供給者のための将来の市場になる。コミュニティのメンバーはSailfish OSへの移行の準備を宣言している。MeeGoのソフトウェアはSailfish OSでも動作するが、ユーザーインターフェースの違いによって制限が生じている。
- ヨーラを含む将来発売する予定の端末供給を予定しているキャリアは価格がどうなるか発表していなければ把握すらしていない。

反論: これは憶測のみだが、ヨーラはこの問題において計画や行動を公表していない。情報源が不明な憶測だが。
- プラットフォームのビジネス開発は企業がSailfish OS搭載端末の開発する点で苦しい状況になっている。

反論: これも憶測のみだが、ヨーラはこの問題においても計画や行動を公表していない。最初の市場を中国やフィンランドにインターネット販売を追加している。ヨーラはスタートアップであり、宣言した段階の通りにビジネス開発を徐々に実行していると説明している。これも情報源が不明な憶測だが。
- ヨーラは早くも中国の販売業者であるD.Phoneと供給の取引をし、活動を始めているが、Sailfish端末を売り込むための地元とのさらなる提携がなく、中国での事業が不透明となっている。

反論: これも憶測のみだが、マーク・ディルロンは新たな端末の開発やサードパーティにSailfish OSをライセンスするために経験を積んでいると宣言している。ヨーラが地元との提携を行っているか否かやどのような関係を持っているかは分からない。しかし、お披露目された試作機を見てこの状況においてヨーラにリソースや可能性がある根拠となるのは確かだ。情報源が不明な憶測だが。
- Jolla Allianceの会員リストは最初の発表後携帯電話キャリアが1社のみで新たなOEM企業が入っていないため携帯市場において他のエコシステムと比べて軽薄に見える。

反論: 「Sailfish AllianceはOEMやODM企業、チップセットメーカー、携帯キャリア、アプリケーション開発者及び販売企業による団結を再優先している。」と2012年11月21日に公開されたヨーラのプレスリリースに明記されている。実態が無いように見える点について、「新たなメンバーがアライアンスに加わったかどうか聞かれたトミ・ピエニマキは『いや、携帯電話の発売ばかりに気を取られて時間を書けられなかったことを認めざるをえない。数ある企業と議論しているが、現時点では何も発表できない。』と述べた。」。新たな会員がアライアンスに加わったことが公表された時アライアンスが開かれている根拠になる。
- 「Androidアプリケーションコンプライアント」対応はSailfish OS上でAndroidアプリケーションにどのように良い動作をさせるかについてSailfish依存を助けるのか妨げるのか、BlackBerryもBlackBerry 10で同じ試みをしたが、フラストレーションの溜まる欠陥エクスピリエンスを出す結果に終わっている[31]。

反論: Sailfish OSはlinuxで、ロックソリッドマルチタスクかつ「Androidアプリケーションコンプライアント」使用はMyriad GroupによるAlien Dalvikソフトウェアが内蔵されている。これによりAndroidアプリケーションはラグ無しでネイティブの如く動作する。これはNokia N9による試み、経験の続きでありこのような結果を得るのに役だっている。しかし、ユーザーインターフェースの違いによる制限が出ていて、開発者のインベンションや「無制限コード幻想」が原因でユーザーインターフェース構築においてほとんどのAndroidアプリケーションはAndroid標準に準拠していない。

## 語源
社名はフィンランド語でディンギー（小型のアジャイルボート）を意味する。ヨーラはまた2011年2月にノキアのスティーブン・エロップが「明らかに誤って漏洩した」とMeeGoのプラットフォームメモを燃やしたことに関する皮肉的なジョークも込められている。

## 発音
"Jolla"はフィンランド語で英語ではないため、ジョリー・ロジャーのような発音ではなくヨランダ(Yollanda)やイエローのようなYの発音をする。